# Campeonato Mundial de Halterofilismo de 2019 - Até 81 kg masculino
A categoria até 81 kg masculino foi um evento do Campeonato Mundial de Halterofilismo de 2019, disputado no Centro Nacional de Treinamento Esportivo Oriental, em Pattaya, na Tailândia, entre 21 e 22 de setembro de 2019. 

## Calendário
Horário local (UTC+7)
| Dia            | Horário | Fase    |
| -------------- | ------- | ------- |
| 21 de setembro | 08:00   | Grupo D |
| 22 de setembro | 10:00   | Grupo C |
| 22 de setembro | 14:25   | Grupo B |
| 22 de setembro | 17:55   | Grupo A |

## Medalhistas
| Evento    | Ouro             | Ouro   | Prata          | Prata  | Bronze                    | Bronze |
| --------- | ---------------- | ------ | -------------- | ------ | ------------------------- | ------ |
| Arranque  | Lü Xiaojun (CHN) | 171 kg | Li Dayin (CHN) | 171 kg | Andranik Karapetyan (ARM) | 168 kg |
| Arremesso | Lü Xiaojun (CHN) | 207 kg | Li Dayin (CHN) | 206 kg | Yunder Beytula (BUL)      | 201 kg |
| Total     | Lü Xiaojun (CHN) | 378 kg | Li Dayin (CHN) | 377 kg | Brayan Rodallegas (COL)   | 363 kg |

## Recordes
Antes desta competição, o recorde mundial da prova era o seguinte:
| Recorde         | Tipo      | Atleta             | Peso   | Local    | Data                    |
| Recorde Mundial | Arranque  | Mohamed Ehab (EGY) | 173 kg | Asgabade | 5 de novembro de 2018   |
| Recorde Mundial | Arremesso | Padrão mundial     | 206 kg |          | 1 de novembro de 2018   |
| Recorde Mundial | Total     | Li Dayin (CHN)     | 375 kg | Fucheu   | 24 de fevereiro de 2019 |

Os seguintes novos recordes foram estabelecidos durante esta competição.
| Arremesso | 207 kg | Lü Xiaojun (CHN) | Recorde mundial |
| Total     | 376 kg | Lü Xiaojun (CHN) | Recorde mundial |
| Total     | 377 kg | Li Dayin (CHN)   | Recorde mundial |
| Total     | 378 kg | Lü Xiaojun (CHN) | Recorde mundial |

## Resultado
Os resultados foram os seguintes. 
| Pos.              | Atleta                           | Grupo | Arranque (kg) | Arranque (kg) | Arranque (kg) | Arranque (kg)     | Arremesso (kg) | Arremesso (kg) | Arremesso (kg) | Arremesso (kg)    | Total |
| Pos.              | Atleta                           | Grupo | 1             | 2             | 3             | Resultado         | 1              | 2              | 3              | Resultado         | Total |
| ----------------- | -------------------------------- | ----- | ------------- | ------------- | ------------- | ----------------- | -------------- | -------------- | -------------- | ----------------- | ----- |
| Medalha de ouro   | Lü Xiaojun (CHN)                 | A     | 165           | 165           | 171           | Medalha de ouro   | 191            | 205            | 207            | Medalha de ouro   | 378   |
| Medalha de prata  | Li Dayin (CHN)                   | A     | 166           | 166           | 171           | Medalha de prata  | 198            | 206            | 206            | Medalha de prata  | 377   |
| Medalha de bronze | Brayan Rodallegas (COL)          | A     | 159           | 165           | 167           | 4                 | 196            | 202            | 203            | 6                 | 363   |
| 4                 | Rejepbaý Rejepow (TKM)           | A     | 164           | 168           | 169           | 5                 | 190            | 199            | 199            | 4                 | 363   |
| 5                 | Yunder Beytula (BUL)             | B     | 150           | 155           | 157           | 14                | 192            | 198            | 201            | Medalha de bronze | 358   |
| 6                 | Antonino Pizzolato (ITA)         | A     | 155           | 160           | 163           | 7                 | 195            | 195            | 201            | 9                 | 358   |
| 7                 | Andrés Mata (ESP)                | C     | 152           | 158           | 162           | 9                 | 189            | 194            | 200            | 10                | 356   |
| 8                 | Zacarías Bonnat (DOM)            | A     | 155           | 160           | 163           | 10                | 195            | 201            | 201            | 7                 | 355   |
| 9                 | Harrison Maurus (USA)            | B     | 152           | 152           | 152           | 18                | 191            | 198            | 205            | 5                 | 350   |
| 10                | Mukhammadkodir Toshtemirov (UZB) | B     | 155           | 159           | 162           | 11                | 185            | 185            | 189            | 15                | 348   |
| 11                | Nico Müller (GER)                | B     | 150           | 154           | 157           | 13                | 186            | 191            | 191            | 12                | 348   |
| 12                | Ritvars Suharevs (LAT)           | B     | 154           | 158           | 160           | 16                | 188            | 192            | 200            | 11                | 346   |
| 13                | Viktor Getts (RUS)               | B     | 154           | 158           | 158           | 12                | 186            | 190            | 191            | 17                | 344   |
| 14                | Daniel Godelli (ALB)             | B     | 155           | 160           | 163           | 15                | 185            | 190            | —              | 19                | 340   |
| 15                | Juan Solís (COL)                 | B     | 150           | 150           | 155           | 23                | 189            | 195            | 195            | 14                | 339   |
| 16                | Krzysztof Zwarycz (POL)          | B     | 150           | 153           | 153           | 22                | 182            | 185            | 189            | 20                | 335   |
| 17                | Nijat Rahimov (KAZ)              | C     | 140           | 145           | 150           | 28                | 180            | 185            | 189            | 13                | 334   |
| 18                | Emil Moldodosov (KGZ)            | C     | 145           | 150           | 153           | 17                | 175            | 180            | 182            | 24                | 333   |
| 19                | Ajay Singh (IND)                 | C     | 140           | 144           | 146           | 26                | 175            | 181            | 187            | 16                | 333   |
| 20                | Ahmed Farooq (IRQ)               | C     | 142           | 142           | 147           | 25                | 181            | 185            | 188            | 18                | 332   |
| 21                | Erkand Qerimaj (ALB)             | B     | 151           | 151           | —             | 20                | 181            | —              | —              | 22                | 332   |
| 22                | Alex Bellemarre (CAN)            | C     | 151           | 151           | 155           | 19                | 174            | 178            | 184            | 26                | 329   |
| 23                | Christian Rodriguez Ocasio (USA) | C     | 145           | 147           | 153           | 24                | 180            | 180            | 190            | 25                | 327   |
| 24                | Arley Méndez (CHI)               | D     | 140           | 145           | 150           | 21                | 166            | 175            | —              | 28                | 325   |
| 25                | Şatlyk Şöhradow (TKM)            | C     | 145           | 145           | 150           | 29                | 180            | 185            | 185            | 23                | 325   |
| 26                | Chuang Sheng-min (TPE)           | C     | 145           | 145           | 145           | 30                | 170            | 170            | 177            | 27                | 322   |
| 27                | Nicolas Vachon (CAN)             | C     | 137           | 137           | 142           | 31                | 170            | 181            | 184            | 21                | 318   |
| 28                | Seán Brown (IRL)                 | D     | 142           | 142           | 145           | 27                | 168            | 172            | 175            | 29                | 317   |
| 29                | Richard Tkáč (SVK)               | D     | 133           | 137           | 137           | 32                | 160            | 166            | 172            | 30                | 299   |
| 30                | Chinthana Vidanage (SRI)         | D     | 128           | 132           | 133           | 33                | 165            | 171            | 171            | 31                | 298   |
| 31                | Kabuati Bob (MHL)                | D     | 120           | 120           | 125           | 34                | 156            | 161            | 167            | 32                | 286   |
| 32                | Tuau Lapua Lapua (TUV)           | D     | 116           | 121           | 126           | 36                | 145            | 150            | 155            | 33                | 276   |
| 33                | Ika Aliklik (NRU)                | D     | 117           | 120           | 124           | 35                | 145            | 150            | 158            | 34                | 274   |
| —                 | Andranik Karapetyan (ARM)        | A     | 168           | 172           | 172           | Medalha de bronze | 195            | 195            | 195            | —                 | —     |
| —                 | Choe Jon-wi (PRK)                | A     | 158           | 163           | 166           | 6                 | 190            | 190            | 190            | —                 | —     |
| —                 | Ri Chong-song (PRK)              | A     | 155           | 160           | 163           | 8                 | 195            | —              | —              | —                 | —     |
| —                 | Petr Asayonak (BLR)              | A     | 165           | 165           | 165           | —                 | 190            | 195            | 202            | 8                 | —     |
| —                 | Ihar Lozka (BLR)                 | B     | 155           | 155           | 155           | —                 | 188            | 188            | —              | —                 | —     |
| —                 | Aidar Kazov (KAZ)                | C     | 140           | 140           | 140           | —                 | —              | —              | —              | —                 | —     |
| —                 | Alexander Hernández (PUR)        | D     | 135           | 135           | 135           | —                 | 170            | 170            | 170            | —                 | —     |
| —                 | Lyle du Plooy (RSA)              | D     | 118           | 119           | 120           | —                 | —              | —              | —              | —                 | —     |